# Wemmershoek-gát
A Wemmershoek-gát a Dél-afrikai Köztársaságban található, a Fokváros városi és ipari vízellátását adó víztározó a Wemmershoek-folyón. A gát Franschhoek és Paarl mellett helyezkedik el, Western Cape tartományban. A gátat 1957-ben adták át a Western Cape Vízellátó Rendszer keretein belül. Térfogata 58 644 000 m³, felszíne 296 hektár, hossza 518 méter. A víztározó gátja 55 méter magas.
A gát Fokvárostól keleti irányban, nagyjából 70 km-re található.

## Fordítás
Ez a szócikk részben vagy egészben  a   Wemmershoek Dam című angol Wikipédia-szócikk ezen változatának fordításán alapul.  Az eredeti cikk szerkesztőit annak laptörténete sorolja fel. Ez a jelzés csupán a megfogalmazás eredetét és a szerzői jogokat jelzi, nem szolgál a cikkben szereplő információk forrásmegjelöléseként.